# コレヒデ
コレヒデとは、日本の競走馬である。1966年度啓衆賞年度代表馬および最優秀5歳以上牡馬。おもな勝ち鞍は天皇賞（秋）と有馬記念で、主戦騎手は尾形藤吉厩舎のエース保田隆芳。なお、現役時代尾形厩舎に所属していた半兄のコレヒサは、1963年の天皇賞（春）の勝ち馬である。
同期には阪神大賞典での悲劇的な最期で知られるキーストン、稀代の癖馬として知られるカブトシロー、コレヒデと同じテッソ産駒のハマテツソらがいる。
※なお、馬齢は当時の基準（数え年）にて表記する。

## 経歴
天皇賞馬・コレヒサの半弟として兄と同じく尾形藤吉厩舎に入厩したコレヒデは4歳1月にデビュー。いきなり2連勝するが弥生賞・スプリングステークスと大敗し皐月賞は出走条件を満たせず、日本ダービーでは17着、菊花賞では8着。ようやくクモハタ記念で2着と重賞初連対するが、それ以外のいわゆる「平場戦」では新馬戦を含めて7戦7勝という「大舞台に弱い」馬であった。またレース振りも不器用で、「丸いコースを四角に走る」とまで言われたほどであった。
コレヒデの才能が開花したのは5歳になってからであった。まず2月の東京新聞盃で1番人気のカブトシローを破って重賞初勝利を挙げると5月のアルゼンチンジョッキークラブカップにも勝つが、尾形厩舎では1歳年上でこの年の天皇賞（春）を勝利したハクズイコウに次ぐ存在でしかなかった。実際、尾形は自著『競馬ひとすじ』の中でハクズイコウに対しては最大級の賛辞を贈るもコレヒデに対しては「大器晩成形」としか記していなかった。
ハクズイコウが当時の「勝ち抜け制度」で天皇賞に出られなかったこともあり、コレヒデは毎日王冠勝ちのセフトウェーに次ぐ2番人気で天皇賞（秋）に出走した。レースは2周目の2コーナーで先頭に立ったコレヒデがそのままゴールまで押し切って勝利。尾形は天皇賞春秋制覇、保田は天皇賞10勝目となった。
そして有馬記念。1番人気はハクズイコウでコレヒデはそれに次ぐ2番人気。レースは逃げたヒシマサヒデを追う展開でレースを進めたコレヒデが直線でカブトシローやスピードシンボリを振り切って勝利。コレヒデをあまり評価していなかった寺山修司はこのレースの観戦記の中で「さすがにこうなってはコレヒデを讃えないわけにはいかない」と記している。コレヒデはこの勝利で当時の年間獲得賞金の新記録を樹立し、さらにこの勝利がきっかけとなって年度代表馬にも選出された。
コレヒデは6歳時も現役を続け、ダイヤモンドステークスで勝利したが怪我などもあって有馬記念を前にした12月に引退した。

## 引退後
内国産種牡馬不遇の時代にあってコレヒデも例外ではなく、これといった産駒を残すことはできず1978年に種牡馬を引退した。年度代表馬を受賞したほどの馬であるが、当時は名馬の引退後の処遇についての意識が薄く、その後の行方については明らかになっていない。

## その他
2004年2月1日にJRAゴールデンジュビリーキャンペーンの一環として東京競馬場で「コレヒデメモリアル」が初重賞勝ちとなった東京新聞杯の開催日に合わせて行なわれている。

## 血統表
| コレヒデの血統ブランドフォード系 / Nearco3x4=18.75% | コレヒデの血統ブランドフォード系 / Nearco3x4=18.75% | コレヒデの血統ブランドフォード系 / Nearco3x4=18.75% | （血統表の出典）  | （血統表の出典）  |
| 父 *テッソ Tesso 1956 黒鹿毛                        | 父の父Persian Gulf 1940 鹿毛                        | Bahram                                              | Blandford         | Blandford         |
| 父 *テッソ Tesso 1956 黒鹿毛                        | 父の父Persian Gulf 1940 鹿毛                        | Bahram                                              | Friar's Daughte   |                   |
| 父 *テッソ Tesso 1956 黒鹿毛                        | 父の父Persian Gulf 1940 鹿毛                        | Double Life                                         | Bachelor's Double | Bachelor's Double |
| 父 *テッソ Tesso 1956 黒鹿毛                        | 父の父Persian Gulf 1940 鹿毛                        | Double Life                                         | St.Joan           |                   |
| 父 *テッソ Tesso 1956 黒鹿毛                        | 父の母Tessa Gillian 1950 鹿毛                       | Nearco                                              | Pharos            | Pharos            |
| 父 *テッソ Tesso 1956 黒鹿毛                        | 父の母Tessa Gillian 1950 鹿毛                       | Nearco                                              | Nogara            |                   |
| 父 *テッソ Tesso 1956 黒鹿毛                        | 父の母Tessa Gillian 1950 鹿毛                       | Sun Princess                                        | Solario           | Solario           |
| 父 *テッソ Tesso 1956 黒鹿毛                        | 父の母Tessa Gillian 1950 鹿毛                       | Sun Princess                                        | Mumtaz Begum      |                   |
| 母 *コリオプシス Coreopsis 1953 鹿毛                | 母の父Arctic Prince 1948 黒鹿毛                     | Prince Chevalier                                    | Prince Rose       | Prince Rose       |
| 母 *コリオプシス Coreopsis 1953 鹿毛                | 母の父Arctic Prince 1948 黒鹿毛                     | Prince Chevalier                                    | Chevalerie        |                   |
| 母 *コリオプシス Coreopsis 1953 鹿毛                | 母の父Arctic Prince 1948 黒鹿毛                     | Arctic Sun                                          | Nearco            | Nearco            |
| 母 *コリオプシス Coreopsis 1953 鹿毛                | 母の父Arctic Prince 1948 黒鹿毛                     | Arctic Sun                                          | Solar Flower      |                   |
| 母 *コリオプシス Coreopsis 1953 鹿毛                | 母の母Cats Corrie 1940 栗毛                         | Bosworth                                            | Son-in-Law        | Son-in-Law        |
| 母 *コリオプシス Coreopsis 1953 鹿毛                | 母の母Cats Corrie 1940 栗毛                         | Bosworth                                            | Serenissima       |                   |
| 母 *コリオプシス Coreopsis 1953 鹿毛                | 母の母Cats Corrie 1940 栗毛                         | Correa                                              | Coronach          | Coronach          |
| 母 *コリオプシス Coreopsis 1953 鹿毛                | 母の母Cats Corrie 1940 栗毛                         | Correa                                              | Ranai F-No.7-f    |                   |